# Paris C. Dunning

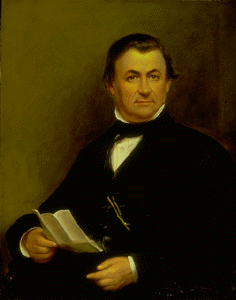
Paris C. Dunning

Paris Chipman Dunning (* 15. März 1806 in Greensboro, North Carolina; † 9. Mai 1884 in Bloomington, Indiana) war ein US-amerikanischer Politiker und von 1848 bis 1849 der neunte Gouverneur des Bundesstaates Indiana.

## Frühe Jahre und politischer Aufstieg
Paris Dunning besuchte die Grundschulen seiner Heimat in North Carolina. Anschließend studierte er in Kentucky Medizin und dann zusammen mit dem späteren Gouverneur von Indiana, James Whitcomb, Jura in Bloomington. Zwischen 1833 und 1836 war Dunning Abgeordneter im Repräsentantenhaus von Indiana; von 1836 bis 1840 gehörte er dem Staatssenat an. Gleichzeitig war er Kurator der Indiana University. Im Jahr 1844 war er einer der Wahlmänner der Demokratischen Partei bei der Präsidentschaftswahl, bei der James K. Polk zum neuen US-Präsidenten gewählt wurde. Im Dezember 1846 wurde er Vizegouverneur von Indiana.

## Gouverneur von Indiana
Als der amtierende Gouverneur James Whitcomb am 26. Dezember 1848 von seinem Amt zurücktrat, um in den US-Senat zu wechseln, musste Dunning als dessen Stellvertreter die verbleibende Amtszeit als Gouverneur beenden. Seine Amtszeit betrug knapp ein Jahr und endete am 5. Dezember 1849. In dieser Zeit hat er überwiegend die Politik seines Vorgängers weitergeführt. Das bedeutete, er kümmerte sich um die Behinderten und sorgte für deren medizinische und schulische Betreuung und arbeitete weiter an der Konsolidierung des Staatshaushalts.
Nach dem Ende seiner Amtszeit wurde Dunning wieder Anwalt in Bloomington. Im Jahr 1860 war er Delegierter zur Democratic National Convention, auf der er Stephen A. Douglas unterstützte. Zwischen 1863 und 1865, also während des Bürgerkrieges, war er Mitglied und Präsident des Senats von Indiana. Als solcher war er damals kommissarischer Vizegouverneur seines Staates. In dieser Zeit war er Unionist. Nach 1865 hat er sich aus der Politik zurückgezogen. Er starb 1884 in seinem Heimatort Bloomington. Dort wurde er auch beigesetzt. Paris Dunning war zweimal verheiratet und hatte insgesamt sechs Kinder.